# Nguyễn Phúc Cảnh
Nguyễn Phúc Cảnh (阮福景, 1780-1801), también conocido como Príncipe Cảnh, fue el hijo primogénito del Príncipe vietnamita Nguyễn Phúc Ánh, el futuro Emperador Gia Long. A la edad de siete, famosamente viajó a Francia con, el misionero católico y francés, Padre Pigneau de Béhaine con intención de formar una alianza entre Francia y Vietnam. Aunque el Príncipe Cảnh era el heredero legítimo al trono, falleció antes de su padre, y ninguno de sus descendientes llegaron a ascender al trono, después de que su medio hermano Nguyễn Phúc Đảm recibió el trono por su padre Gia Long.

## Vida
Nació el 6 de abril del año 1780, Nguyễn Phúc Cảnh fue el segundo hijo de Nguyễn Phúc Ánh y su primera esposa, la Emperatriz Tống Thị Lan (su hermano mayor murió poco después de nacer).

### Embajada a Francia
En 1785, al tener cinco años de edad, Nguyễn Phúc Cảnh acompañó al P. de Behaine a Francia con motivo de crear una alianza entre Francia y Vietnam, que sería el Tratado de Versalles del 1788. El príncipe también fue acompañado por dos mandarines, un primo (después conocido como el Príncipe Pascal el Católico), además de soldados y sirvientes. El grupo llegó a Pondichéry en febrero de 1785. Sin poder conseguir ayuda, embarcaron de Pondichéry en ruta a Francia en julio de 1786. 
Por fin llegaron a Francia en febrero de 1787. El grupo obtuvo audiencia con el Rey Luis XVI en el 5 o 6 de mayo de 1787. El Tratado de Versalles (1787) fue firmado en el 28 de noviembre de 1787. El príncipe Cảnh creó una conmoción en la corte de Luis XVI, que llevó al famoso estilista de cabello, Léonard a crear un peinado en su honor “au prince de Cochinchine”. Su retrato fue pintado por Maupérin, y ahora esta exhibida en el Seminario de Misiones Extranjeras en París. El príncipe Cảnh fascinó a la corte y hasta llegó a jugar con el hijo de Luis XVI, Luis-José, Delfín de Francia. 

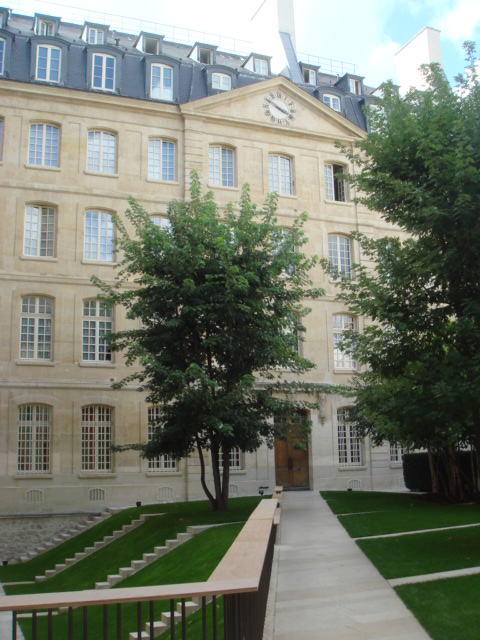
Mientras en Francia, Nguyễn Phúc Cảnh vivió en el edificio de la Sociedad Parisina de Misiones Extranjeras

Después el Príncipe Cảnh llegó a admirar el cristianismo, y deseaba ser bautizado, pero el Padre de Behaine se opuso al no querer causar una reacción negativa en la corte Vietnamita. 

### Regreso a Vietnam
Al llegar a un acuerdo el grupo zarpó de Francia en diciembre de 1787 a bordo de la Dryade, otra vez llegando a Pondichéry, y quedándose ahí entre mayo de 1788 a julio de 1789. Al regresar de Francia, se rehusaba a hincarse en frente del altar de sus ancestros, y empezó a pintar cruces en estatuas budistas. Constantemente atendía a misa, pero no fue formalmente bautizado aunque lo deseaba.
En 1793, Nguyễn Phúc Cảnh fue hecho “Príncipe Coronado del Palacio Oriental”. Desde 1794 empezó a participar en todas la expediciones militares, y su padre Nguyễn Ánh insistía en que el Padre de Behaine lo acompañara cada vez. Fue sitiado por los Tây Sơn con P. Behaine dentro de la ciudadela de Duyen Khanh en 1794.
Después de que muriera Pigneau de Behaine durante el Asedio de Quy Nhon en 1799, el Príncipe creó una oración funeraria que lee:
Al parecer el príncipe posiblemente fue bautizado al final de su vida, según crónicas vietnamitas.

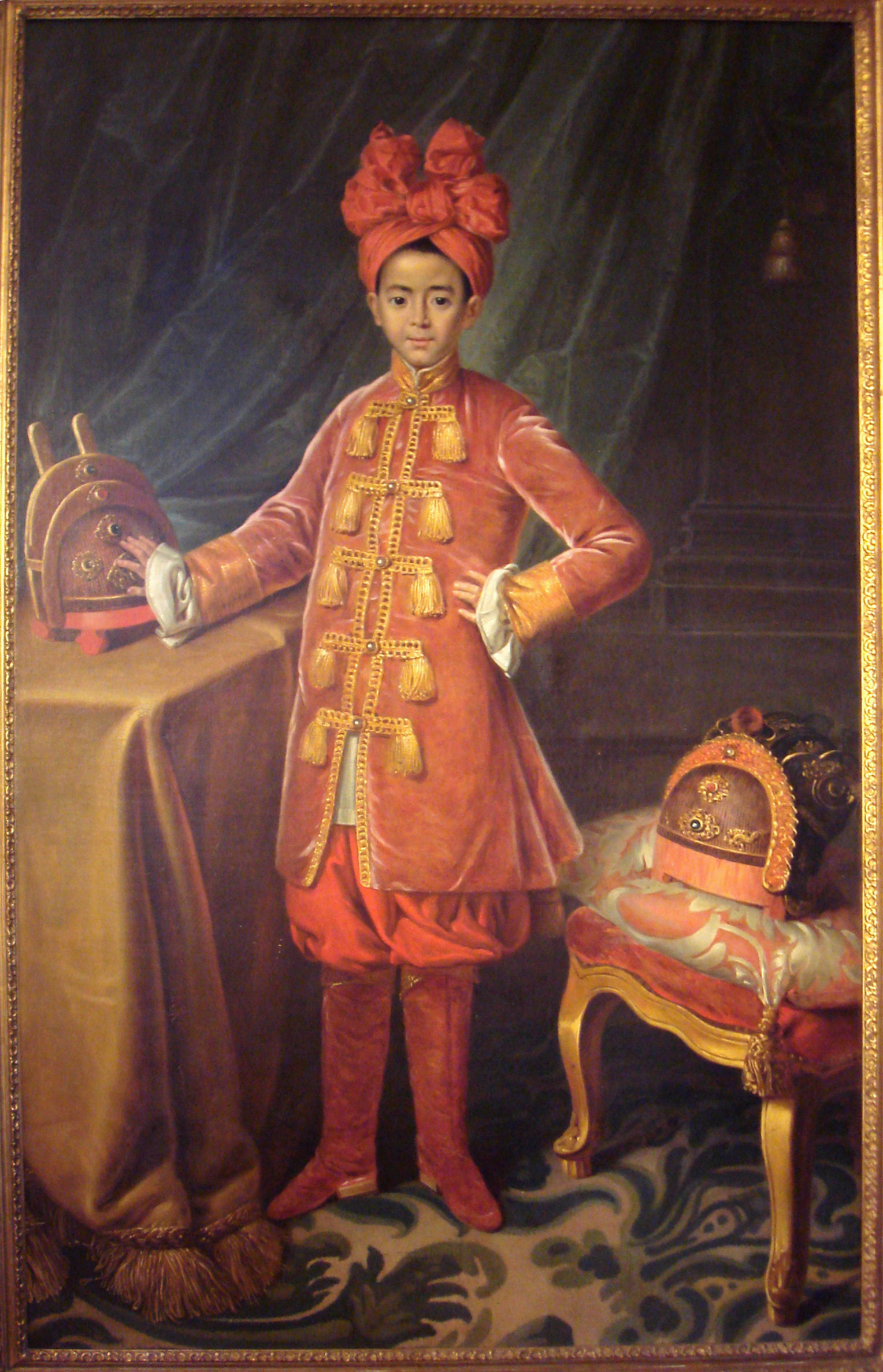
Retrato completo de Príncipe Nguyễn Phúc Cảnh, hijo mayor de Gia Long, quien acompañó a Pigneau de Béhaine a Francia en 1787. Retratado por Maupérin, 1787.

Falleció en 1801 al contraer la viruela. Aunque algunos misioneros decían que había sido envenenado. Como Nguyễn Phúc Cảnh era el heredero de Gia Long, su hijo mayor Mỹ Đường era el siguiente heredero.
- Datos: Q5262077
- Multimedia: Nguyễn Phúc Cảnh / Q5262077